# Esclavage des Mamelouks
 (janvier 2022).
La mise en forme du texte ne suit pas les recommandations de Wikipédia : il faut le « wikifier ».
Les points d'amélioration suivants sont les cas les plus fréquents. Le détail des points à revoir est peut-être précisé sur la page de discussion.
- Les titres sont pré-formatés par le logiciel. Ils ne sont ni en capitales, ni en gras.
- Le texte ne doit pas être écrit en capitales (les noms de famille non plus), ni en gras, ni en italique, ni en « petit »…
- Le gras n'est utilisé que pour surligner le titre de l'article dans l'introduction, une seule fois.
- L'italique est rarement utilisé : mots en langue étrangère, titres d'œuvres, noms de bateaux, etc.
- Les citations ne sont pas en italique mais en corps de texte normal. Elles sont entourées par des guillemets français : « et ».
- Les listes à puces sont à éviter, des paragraphes rédigés étant largement préférés. Les tableaux sont à réserver à la présentation de données structurées (résultats, etc.).
- Les appels de note de bas de page (petits chiffres en exposant, introduits par l'outil «  Source ») sont à placer entre la fin de phrase et le point final[comme ça].
- Les liens internes (vers d'autres articles de Wikipédia) sont à choisir avec parcimonie. Créez des liens vers des articles approfondissant le sujet. Les termes génériques sans rapport avec le sujet sont à éviter, ainsi que les répétitions de liens vers un même terme.
- Les liens externes sont à placer uniquement dans une section « Liens externes », à la fin de l'article. Ces liens sont à choisir avec parcimonie suivant les règles définies. Si un lien sert de source à l'article, son insertion dans le texte est à faire par les notes de bas de page.
- La présentation des références doit suivre les conventions bibliographiques. Il est recommandé d'utiliser les modèles {{Ouvrage}}, {{Chapitre}}, {{Article}}, {{Lien web}} et/ou {{Bibliographie}}. Le mode d'édition visuel peut mettre en forme automatiquement les références.
- Insérer une infobox (cadre d'informations à droite) n'est pas obligatoire pour parachever la mise en page.

Pour une aide détaillée, merci de consulter Aide:Wikification.
Si vous pensez que ces points ont été résolus, vous pouvez retirer ce bandeau et améliorer la mise en forme d'un autre article.
 (janvier 2022).
 (janvier 2022).
Pour un article plus général, voir Mamelouk.
Les Mamelouks constituent un corps armé d'esclaves affranchis, faisant à l'origine office de garde prétorienne et d'armée privée de divers souverains musulmans, et ce, dès le IXe siècle à l'initiative des califes abbassides de Bagdad. Ils sont alors essentiellement turcs, circassiens, géorgiens et parfois slaves, respectivement originaires des steppes d'Asie Centrale, de Coumanie (plaines du Kipchak, Crimée), du Caucase et d'Europe orientale. Affranchis, certains basculent dans le mercenariat tandis que d'autres se hissent progressivement au trône, à l'image des Mamelouks d'Égypte qui, après avoir évincé la dynastie ayyoubide, embrassent le pouvoir et fondent le sultanat mamelouk du Caire, leur souveraineté s'étendant alors de l'Égypte à l'Anatolie méridionale, en passant par le Levant et le Hedjaz dont ils deviennent les gardiens des lieux saints de l'islam. Dès 1258, ils mettent sous tutelle les derniers califes abbassides, chassés de Bagdad conquise par les Mongols. Bien qu'étant au pouvoir, les maîtres du Caire perpétuent la tradition dont ils sont issus, à savoir l'acquisition d'esclaves provenant de contrées lointaines, essentiellement turciques, afin de les incorporer dans le système militaire.

## Nombre d'esclaves affluant sur les marchés
Les esclaves mamelouks, du temps des sultanats ayyoubide et mamelouk du Caire, sont en grande partie des captifs provenant des raids mongols. Les esclaves transitent ensuite par des points d'entrée situés entre le sud de l'Anatolie et le nord de la Syrie avant d'être exposés sur des marchés aux esclaves. Bien que cet afflux d'esclaves concerne plusieurs milliers d'individus, il demeure délicat d'émettre des estimations chiffrées exactes. Le marchand vénitien Emmanuel Piloti affirme, qu'en son temps, au XVe siècle, pas moins de deux mille âmes sont vendues chaque année. Bien que les acquisitions annuelles d'esclaves par le sultan semblent contredire cette affirmation, la somme générée par l'achat de ces esclaves par le restant des acheteurs la rend plus vraisemblable. D'autant plus que cette affirmation ne concerne que la ville du Caire, d'autres marchés aux esclaves existants, comme ceux de Malatya en Anatolie et d'Alep en Syrie.

## Valeur marchande
La valeur marchande des esclaves mamelouks est tout aussi incertaine, variant en fonction de l'offre disponible mais aussi de leurs critères physiques, de leur âge et de leur origine. D'après Emmanuel Piloti, les Tatars sont les plus prisés, suivis des Circassiens puis enfin des Slaves. Il estime que les premiers valent généralement 130 à 140 ducas, les seconds 110 à 120 ducas, et les derniers 70 à 90 ducas. Il y a cependant des exceptions, à l'instar de Sarghitmish al-Nasiri, acquis à hauteur de 80 000 dirhams d'argent (4 000 dinars d'or) par le sultan al-Nâsir Muhammad ibn Qalawûn. 
Ainsi, en 1304, du fait de l'afflux d'esclaves sur le marché, les tarifs furent revus à la baisse : un esclave valant habituellement 4 000 dirhams d'argent (200 dinars d'or) était cédé pour seulement 1 000 dirhams (50 dinars).
Tout le monde n'avait cependant pas les moyens d'acquérir des esclaves, encore moins de les former au maniement des armes. Seuls les sultans et les émirs pouvaient acquérir un grand nombre d'esclaves afin de les éduquer et de les former à l'art de la guerre pour les incorporer ensuite dans l'armée. 
Dans la société militaire, le prestige des émirs dépendait du nombre de mamelouks qu'ils étaient en mesure d'entretenir et d'intégrer aux troupes. Cette tendance contribue à l'exercice d'une hégémonie par les émirs militaires, que le sultan Barquq, durant son règne (1382-1399), aspire à outrepasser en faisant l'acquisition de 5 000 esclaves qu'il incorpore à sa garde.